# Раконевице
Раконевице (пол. Rakoniewice) — город в Польше, входит в Гродзиский повят Великопольского воеводства. Имеет статус городско-сельской гмины. Занимает площадь 3,4 км². Население 3600 человек (на 2019 год).

## История
Впервые Раконевице упоминается в 1252 году в качестве села, которое Болеслав V Стыдливый подарил одному из своих комесов за отбитие у немецкого войска городищ Дрезденко и Збоншинь. В 1662 году Раконевице получил статус города. После второго раздела Польши город вошёл в состав Пруссии. В XIX веке город прославился своими предприятиями по разведению пиявок, в бассейнах которых одно время содержалось более 1 400 000 особей.

## Культура и религия
В связи с тем, что в XVIII веке среди жителей города стали преобладать протестанты из Силезии, в 1763 году в Раконевице была построена евангелическая церковь, к которой в 1781 году была пристроена башня, и которая в XX веке была вместе с башней преобразована в Великопольский пожарный музей.
Также к северо-востоку от города располагается разрушенное еврейское кладбище, являвшее собой место погребения евреев из общины некогда населявшей Раконевице.